# Михаило С. Петровић (новинар)
Михаило С. Петровић (Брза Паланка, 1. март 1901 — Београд, 21. јун 1949) био је српски новинар, уредник Политике, спољнополитички коментатор и први послератни председник Удружења новинара НР Србије. Био је ратни извештач током грађанских ратова у Шпанији, а током Другог светског рата на Би-Би-Сију у Лондону покренуо је радио-емисију Глас Југославије. Објавио више књига и брошура историјске и актуелне политичке садржине.

## Биографија
Михаило С. Петровић рођен је 1901. године у Белој Паланци. Као дечак је, током Првог светског рата, 1915. године с војском прешао Албанију. Био је међу француским ђацима, младим људима који су тада послати на школовање у Француску и наставио је школовање на колеџу Шамполион у Фижаку, где је био међу бољим ђацима. Његов борио се на Солунском фронту.
Још као дечак почео је да се бави писањем. У његовој оставштини сачувани су драгоцени документи, рукописи, породичне фотографије и дневници. Посебно је потресан његов дечачки дневник са повлачења преко Албаније и школовања у ком је, из захвалности, посветио Француској дирљиве записе и песме. Дневник је писао и на српском и на француском језику. Још тада, иако врло млад, био је прецизан и савестан, па је датуме у дневнику писао и по старом и по новом календару.
Своју новинарску каријеру започео је још као студент и новинарством се бавио до краја живота. Извештавао је из Шпаније током Шпанског грађанског рата, био дописник из Париза, током Другог светског рата у Лондону је радио је у Дирекцији за информативну службу Југословенске владе у избеглиштву и као новинар Би БИ Сија. После рата вратио се у Југославију и на првој послератној скупштини Српског новинарског друштва (Удружења новинара НР Србије, данас Удружење новинара Србије) 1945. године изабран је за председника. На тој функцији остао је све до своје изненадне смрти, 21. јуна 1949. године.
Био је ожењен Радојком Петровић, која је такође била новинарка Политике и која је пре рата основала женску страну овог листа.

## Новинарска каријера
Своју новинарску каријеру Михаило С. Петровић започео је као студент у листовима Република и Прогрес, а затим му је Југословенска републиканска странка поверила место главног уредника социјално-политички часописа тадашње републиканске академске омладине Буктиња. Године 1924. године почео је да ради у Политици, где је остао све до своје смрти. Од 1945. био је први послератни председник Српског новинарског друштва.
Осим самим новинарством, бавио се и историјом новинарства, као и новинарством као професијом. Држао је курсеве за млађе колеге и предавања за грађанство, упозоравајући да у капитализму о вестима и написима у новинама не одлучује њихов главни уредник, већ директор маркетинга. Стално је предлагао начине бољег организовања рада новинара. Сачувана су два дописа која је током боравка у Лондону упутио председнику Југословенске избегличке владе Слободану Јовановићу. У свом лондонском дневник је бележио тешкоће и притиске, препреке, сплетке и збрку личних интереса који су често стављани изнад државних. Такође је примећивао и како је разједињена „југословенска колонија“ у Лондону била лак плен и непријатељске и савезничке пропаганде. На његову иницијативу је 1949. године покренут Билтен Удружења новинара НР Србије
 Као председник Удружења новинара Србије на скупштинама је указивао на потребу новинарског образовања и усавршавања на свим редакцијским пословима. На његову иницијативу је 1949. године покренут Билтен Удружења новинара НР Србије.

### Каријера у листуПолитика
Од првих дана у Политици обављао је многе новинарске задатке, посебно за београдску страну. Такође је и аутор чувених фотографија Београда двадесетих и тридесетих година 20. века, које данас круже интернетом а да многи не знају да су његове, мада су биле инспирација за многе изложбе.
Као дописник овог листа 1935. одлази у Париз, где га затиче Други светски рат. Из Француске се свакога дана телефоном јављао својој редакцији са новим информацијама, а чувена писма из Париза обогаћивао је детаљнијим тумачењима значајних догађаја. Када је рат у Европи почео, извештавао је о пожарима који су се видели са француске обале док је горела Британија од немачког бомбардовања, о потресном бежању француског становништва пред Немцима и другим призорима. У међувремену је, током 1936. извештавао из Шпанског грађанског рата. Позната су његова извештавања из Барселоне и Мадрида током августа и септембра 1936. године, у којима изражава симпатије за републиканске борце и саосећа са шпанским народом.
Због окупације Француске Петровић се, преко Лисабона, пребацује у Лондон.

#### Новинарски рад у Лондону
Дошавши у Лондон, Петровић је од децембра 1941. радио је у Дирекцији за информативну службу Југословенске владе у избеглиштву. У Лондону развија велику новинарску активност. Захваљујући знању енглеског и француског језика на Би Би Сију је установио радио-емисију Глас Југославије, која се на радију емитовала сваке суботе, у трајању од десет минута.
Како Политика у окупираној Југославији није излазила, са супругом Радмилом 1942. покренуо је лист Лондонска Политика. Међутим, као уредник ставља се на страну партизанског покрета, услед чега је отпуштен из службе. Сачувана су два броја ових новина.

#### Послератни период
По ослобођењу Петровић се враћа у земљу и од 1944. ради као уредник спољнополитичке рубрике Политике.

### Активности у Удружењу новинара Србије
Током окупације рад Удружења новинара Србије био је обустављен. Удружење је обновило рад 29. априла 1945. године. Већина чланова, њих више од 80 одсто, није припадало Комунистичкој партији, односно Савезу комуниста. За разлику од Удружења књижевника у којем је постојао Актив писаца–комуниста, у Удружењу новинара Србије никада није постојао никакав идеолошки организован облик рада.
На првој послератној скупштини, 1945. године, Михаило С. Петровић изабран је за председника Удружења, а на следеће четири скупштине је потврђиван у том звању. На скупштинама је указивао на потребу новинарског образовања и усавршавања на свим редакцијским пословима. На његову иницијативу је 1949. године покренут Билтен Удружења новинара НР Србије.

## Књижевни рад
Писањем је Михаило С. Петровић почео да се бави још као дечак. Као веома плодан аутор је објавио више књига и брошура актуелне политичке и историјске садржине. Како је умро изненада, иза њега су остали недовршени рукописи. Удружење новинара је 1951. године објавило недовршени рукопис „Оглед из историје штампе” (1951), планиран као обимно дело којим је желео да оконча новинарски и педагошки рад, а пријатељи су му, такође посмртно, штампали недовршени рукопис „Олуја над Француском” (1966) Његове књиге о историји Београда доживеле су неколико реиздања.